# Alistra tuna
Alistra tuna är en spindelart som först beskrevs av Forster 1970.  Alistra tuna ingår i släktet Alistra och familjen panflöjtsspindlar. Inga underarter finns listade i Catalogue of Life.